# Třída Espora
Třída Espora je třída korvet argentinského námořnictva, patřící svou konstrukcí do německé rodiny válečných lodí typu MEKO, produkovaných loděnicí Blohm + Voss. V této typové řadě je třída Espora označena MEKO 140 A16. Třída se skládá ze šesti jednotek, postavených ve dvou skupinách. Všechny jsou stále v aktivní službě.

## Stavba

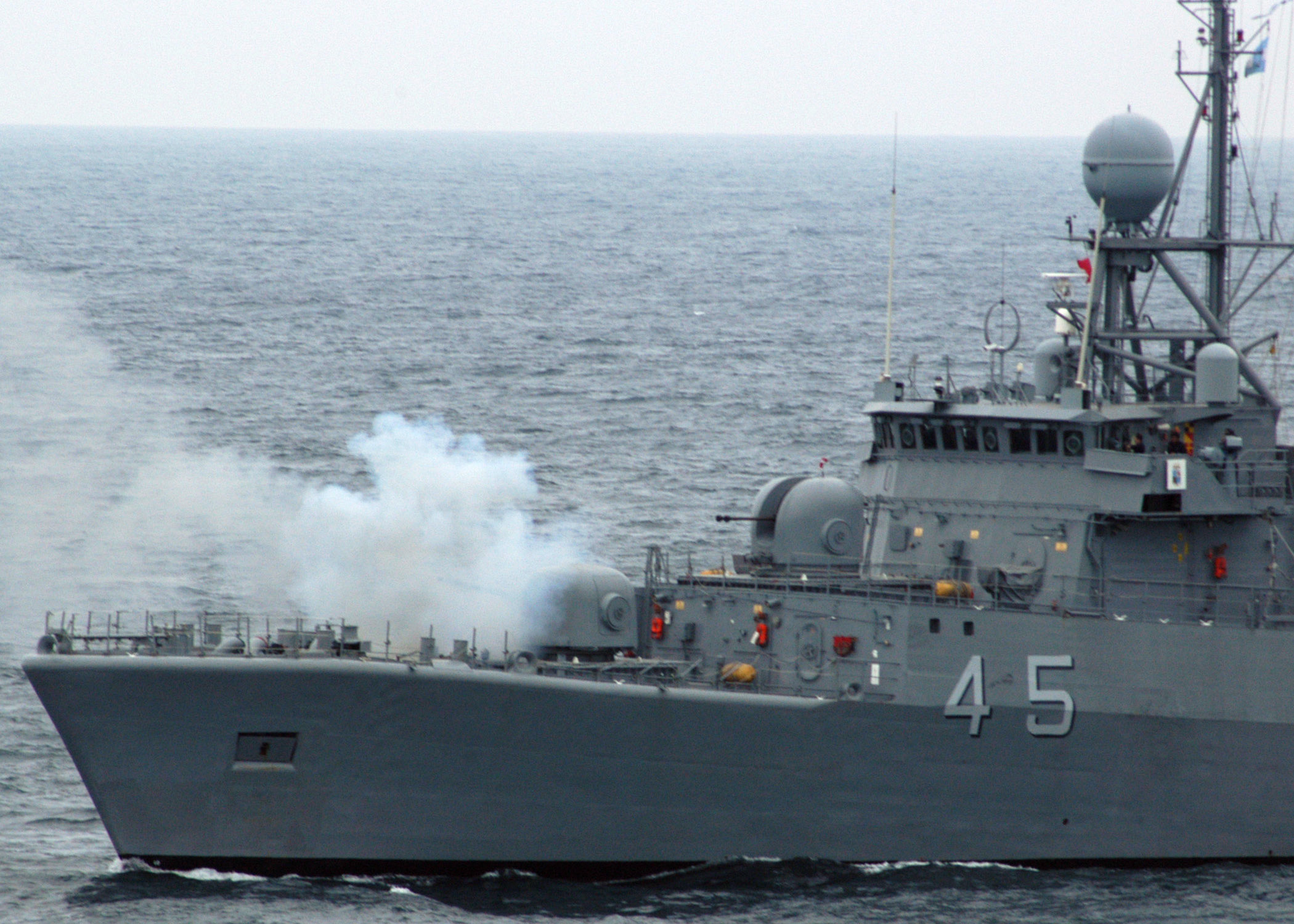
Robinson při cvičné střelbě

Stavba šesti jednotek této třídy byla objednána v roce 1979. Všechny postavily argentinské loděnice AFNE v Río Santiagu. Realizaci programu však výrazně zpozdila argentinská porážka ve falklandské válce a ekonomická krize, která následovala. Lodě proto byly postaveny ve dvou skupinách, následujících ve značných rozestupech. První jednotka Espora byla dokončena v roce 1985, následovaly ji Rosales (1986), Spiro (1987), Parker (1990), Robinson (2000) a Gomez Roca (2001). Ve službě nahradily zastaralé americké druhoválečné torpédoborce.
Jednotky třídy Espora:
| Jméno                 | Spuštěna           | Vstup do služby    | Status  |
| --------------------- | ------------------ | ------------------ | ------- |
| ARA Espora (P-41)     | 23. ledna 1982     | 5. července 1985   | aktivní |
| ARA Rosales (P-42)    | 4. března 1983     | 14. listopadu 1986 | aktivní |
| ARA Spiro (P-43)      | 24. června 1983    | 24. listopadu 1987 | aktivní |
| ARA Parker (P-44)     | 31. března 1984    | 17. dubna 1990     | aktivní |
| ARA Robinson (P-45)   | 15. února 1985     | 22. srpna 2000     | aktivní |
| ARA Gómez Roca (P-46) | 14. listopadu 1986 | 2001               | aktivní |

## Konstrukce

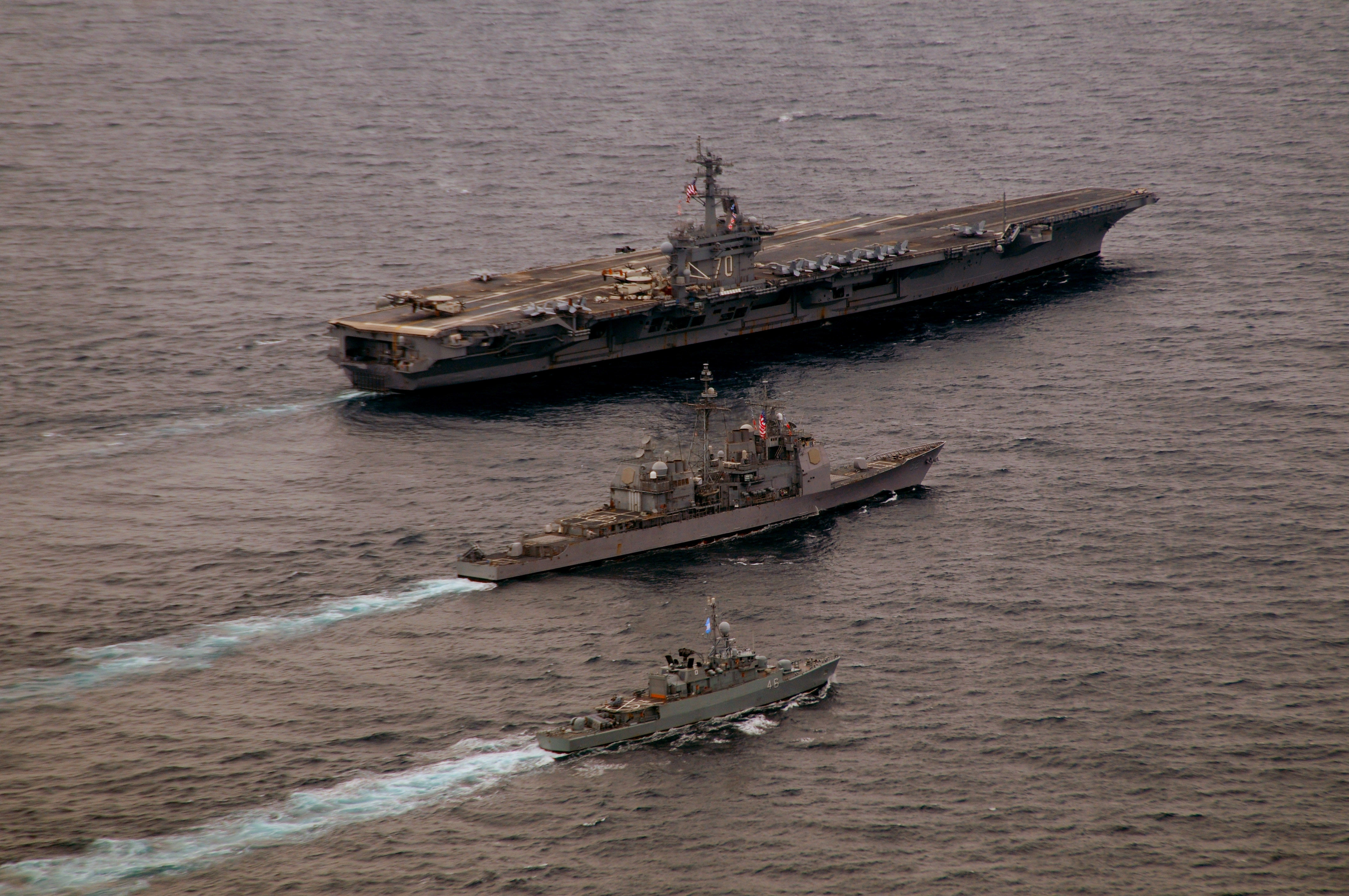
Srovnání velikosti korvety Gomez Roca (vpravo), plující vedle raketového křižníku třídy Ticonderoga a letadlové lodi třídy Nimitz.

Na přídi se nachází dělová věž s jedním dvouúčelovým 76mm kanónem OTO Melara. Ty doplňují dvě dělové věže obranného systému DARDO se 40mm protiletadlovými dvojkanóny Bofors. Jedna z nich stojí mezi hlavní dělovou věží a můstkem, zatímco druhá stojí zcela na zádi, pod úrovní přistávací paluby. Protilodní výzbroj tvoří čtyři francouzské protilodní střely MM38 Exocet, umístěné na zádi. V zadní části lodi se nachází přistávací plocha pro jeden protiponorkový vrtulník, který je možné skrýt do skládacího hangáru (u první skupiny montován dodatečně, u poslední dvojice již při stavbě). Po stranách přistávací plochy jsou umístěny dva trojhlavňové 324mm protiponorkové torpédomety, užívané pro lehká protiponorková torpéda typu Whitehead A 244/S, kterých je na palubě 12 kusů.
Pohonný systém tvoří dva diesely SEMT-Pielstick 16 PC2.6 V400 o celkovém výkonu 20,400 hp, roztáčející dvojici lodních šroubů. Nejvyšší rychlost dosahuje 27 uzlů. Dosah je 4000 námořních mil při ekonomické rychlosti 18 uzlů.